# Al-Shahaniya (cidade)
Al-Shahaniya (em árabe: مدينة الشحانية, romanizado como: Madīnat Ash Shīḩānīyah) é uma cidade do Catar, localizada no município homônimo, Al-Shahaniya.
A pista de corrida de camelo mais notável do Catar, Al-Shahaniya Camel Racetrack, está situada na cidade.

## Etimologia
O nome de Al-Shahaniya deriva de uma planta conhecida localmente como 'sheeh', que era valorizada por seus efeitos anti-inflamatórios. Uma variação desse nome é Al-Sheehaniya. O nome latino da planta é Artemisia inculta, que é uma planta perene aromática que cresce com frequência na região do Oriente Médio e Norte da África, mas que é rara no Catar devido aos solos inadequados.

## História
Em O Dicionário Geográfico do Golfo Pérsico de J.G. Lorimer, Al-Shahaniya é descrita como um "acampamento beduíno" com um poço de alvenaria de 35 pés de profundidade produzindo água boa em 1908.

## Geografia
Al Shahaniya está situada no centro de Catar. As áreas de interesse próximas incluem a vila de Lehsiniya e o acampamento do exército Al Dehailiyat a leste, a vila de Umm Leghab a nordeste e a vila de Al Khurayb a norte.
As seguintes áreas são consideradas localidades ou extensões da cidade de Al-Shahaniya:
- Al Samriya (25° 21′ 20″ N, 51° 16′ 04″ L)
- Lebsayyer (25° 23′ 47″ N, 51° 12′ 05″ L)
- Al Fara (25° 21′ 31″ N, 51° 13′ 19″ L)
- Al Braithat (25° 20′ 50″ N, 51° 15′ 37″ L)
- Mazraat Al-Shahaniya (25° 23′ 00″ N, 51° 13′ 49″ L)
- Rawdat Al-Shahaniya (25° 23′ 03″ N, 51° 13′ 33″ L)
- Wadi Baheesh (25° 22′ 31″ N, 51° 12′ 18″ L)

## Administração
Quando as eleições livres para o Conselho Municipal Central ocorreram pela primeira vez no Catar em 1999, Al-Shahaniya foi designada a sede do círculo eleitoral n.º 24. Ela continuaria a ser a sede do círculo eleitoral n.º 24 para as três próximas eleições consecutivas até as quintas eleições municipais de 2015, quando foi feita a sede do círculo eleitoral n.º 23. Também incluídos em seu círculo eleitoral estão Al Khurayb, Al Nasraniya, Umm Leghab e Lehsiniya. Nas eleições municipais inaugurais em 1999, Faleh Fahad Al-Hajri ganhou as eleições, recebendo 54,2%, ou 149 votos. O vice-campeão naquele ano foi Ali Mohammed Al Dossari, com 45,8%, ou 126, dos votos. A participação eleitoral foi de 86,8%. Shaher Saud Al Shammari foi eleito nas eleições de 2002. Ele manteve seu assento com sucesso nas próximas eleições em 2007. Nas eleições de 2011, Mohamed Zafer Al-Hajri foi eleito representante do constituinte. Al-Hajri manteve sua cadeira nas eleições de 2015.

## Infraestrutura
Um complexo de defesa pública em grande escala foi inaugurado em 2010. Filiais de várias organizações de segurança estão hospedadas no complexo, como o Departamento de Segurança de Dukhan. Dois edifícios notáveis no complexo são o Centro de Serviços de Shahaniya, que gerencia passaportes e documentos de viagem, e o Centro de Defesa Civil de Shahaniya.
Ao norte do complexo de serviços públicos, na saída da rodovia de Al Utouriya, fica a sede municipal. O Ministério da Agricultura do Catar instalou um Centro de Serviços Agrícolas na cidade.
Em abril de 2018, a Estação de Pesquisa em Produção Animal foi instalada no município pelo Ministério da Prefeitura e Meio Ambiente. Abrangendo cerca de 78.000 metros quadrados e construídas a um custo de QR 30 milhões, suas instalações incluem uma estação de pesquisa, galpões de animais e uma clínica veterinária.
Os cuidados de saúde na cidade são servidos pelo Centro de Saúde de Al-Shahaniya. Entre suas instalações estão uma clínica odontológica, uma clínica de radiologia, uma clínica feminina e uma clínica geral.
Existem vários campos de trabalho nas proximidades de Al Shahaniya.

## Indústria
Dutos e estações de bombeamento de gás natural e distribuição de petróleo estão localizados na cidade de Al-Shahaniya e em vários de seus subúrbios.
A Companhia Árabe de Produção Agrícola do Catar foi fundada em 1989 na cidade.
Roza Hassad abriu a primeira instalação de cultivo de flores em grande escala do Catar na cidade de Al-Shahaniya em 2012. As flores são cultivadas hidroponicamente e dezessete espécies diferentes foram planejadas para serem cultivadas no momento de sua inauguração. A produção em sua estufa de 5.500 metros quadrados é principalmente voltada para rosas. A empresa estabeleceu lojas em Doha, onde vende flores produzidas localmente.

## Atrações
Em 1979, o governo do Catar dividiu uma área de 12 quilômetros quadrados de Al-Shahaniya como santuário para os órixes-da-arábia, tornando-a uma das primeiras áreas ambientais protegidas do país. Os órixes da reserva foram transportados da Fazenda Muaither pelo xeique Abdulrahman bin Saud Al Thani. Havia cerca de 100 animais na reserva em 1988. Além dos órixes, existe uma área da reserva onde vivem avestruzes-de-pescoço-vermelho.
O Museu Sheikh Faisal Bin Qassim Al Thani é um enorme museu de 530.000 metros quadrados e 3 edifícios, fundado em 1998 no município. Ele está localizado em Al Samriya, uma localidade da cidade de Al-Shahaniya e é acessível através da rodovia de Dukhan.
O Parque Al-Shahaniya foi inaugurado em 2014 em uma área de cerca de 26.000 metros quadrados. As instalações incluem uma mesquita, um campo de futebol, uma quadra de vôlei e uma quadra de basquete.